# Rediviva pallidula
Rediviva pallidula is een vliesvleugelig insect uit de familie Melittidae. De wetenschappelijke naam van de soort is voor het eerst geldig gepubliceerd in 1992 door Whitehead & Steiner.